# Camponotus intrepidus
Camponotus intrepidus (лат.) — вид муравьёв рода кампонотус из подсемейства формицины (Formicidae, подрод Myrmosaulus). Австралия.

## Описание
Крупный муравей с полиморфными рабочими, крупные достигают 20 мм в длину (длина мелких рабочих около 1 см, солдаты и матки до 2 см). Основная окраска коричневая и чёрная. Голова, тело и придатки рабочего покрыты многочисленными короткими, тонкими, белыми, прямыми волосками, на теле гибкими, иногда загнутыми по всей длине или на кончиках, особенно под головой; микроопушение отсутствует на голове, брюшке и большей части мезосомы; мандибулярных зубцов 7; при виде анфас наличник выступающий, его переднемедиальный край прямой.
Camponotus intrepidus имеют ночную активность. Днём на поверхности не наблюдалось никакой активности муравьёв, за исключением случаев, когда гнёзда были потревожены. Ночью муравьи ремонтировали гнёзда, и, по-видимому, этот вид является ночным. Гнёзда были частично затенены нависающими кустарниками и деревьями, а надземная часть каждого гнезда представляла собой земляной холмик, построенный вокруг двух-трёх пучков травы или осоки и грубо крытый листьями, веточками и фрагментов древесного угля, вложенных в минеральную почву на поверхности холмика. Боковые стороны холмика иногда были рифлёными, и в таких случаях мусорный покров был неполным. В период исследований (с августа по январь) ни на одном кургане не было видно входных отверстий.
Муравьи Camponotus intrepidus и Iridomyrmex purpureus широко распространены и строят большие насыпи из смешанного верхнего и нижнего слоя почвы с поверхностным покрытием, которое, по-видимому, защищает насыпь от эрозии, вызываемой дождями. Camponotus выравнивает курган древесным углём, листьями и веточками; Iridomyrmex покрывает курган гранулами неорганического или органического материала, которые достаточно велики, чтобы поглотить большую часть энергии удара дождевых капель. Этот материал собирается с поверхности и переносится с 10—15 м к гнезду. Вероятно, защита от эрозии в результате дождя является одним из факторов, способствующих долголетию гнезда, которое у Iridomyrmex может достигать 100 лет. Исследователи сделали вывод, что, несмотря на внушительные размеры гнёзд и избирательное использование материалов, ни один из видов не является очень значимым с точки зрения смешивания почвы по сравнению с более мелким и распространённым муравьём Aphaenogaster longiceps.

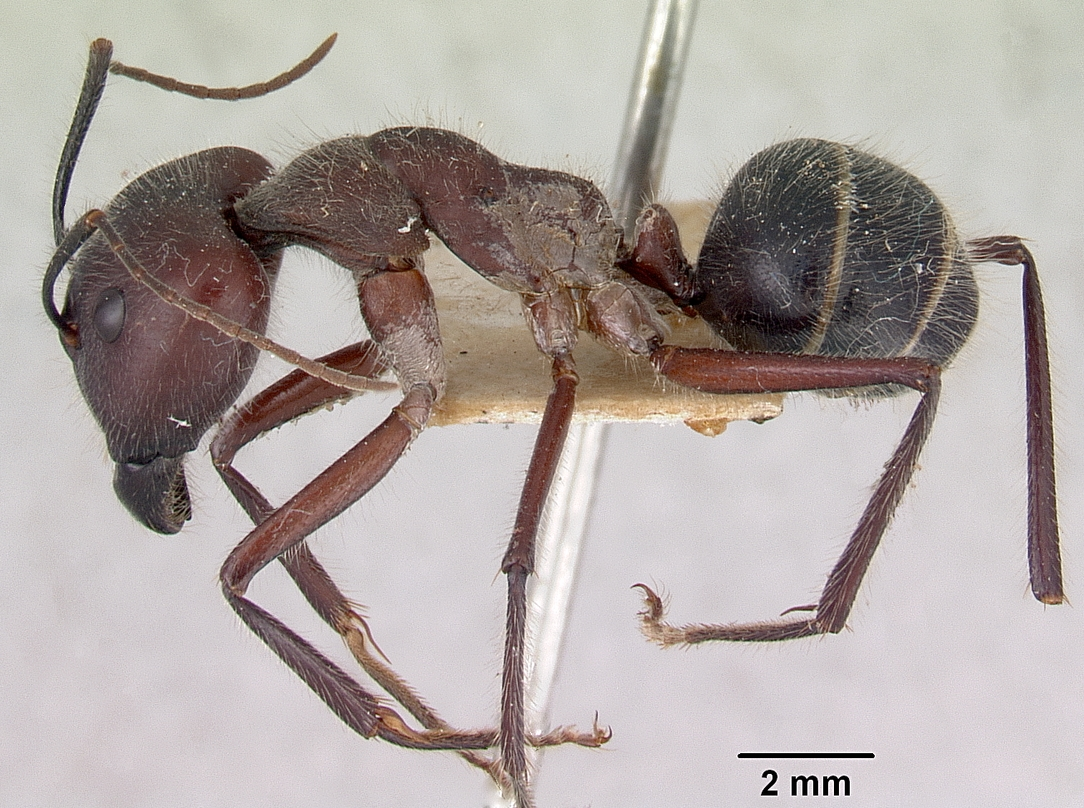
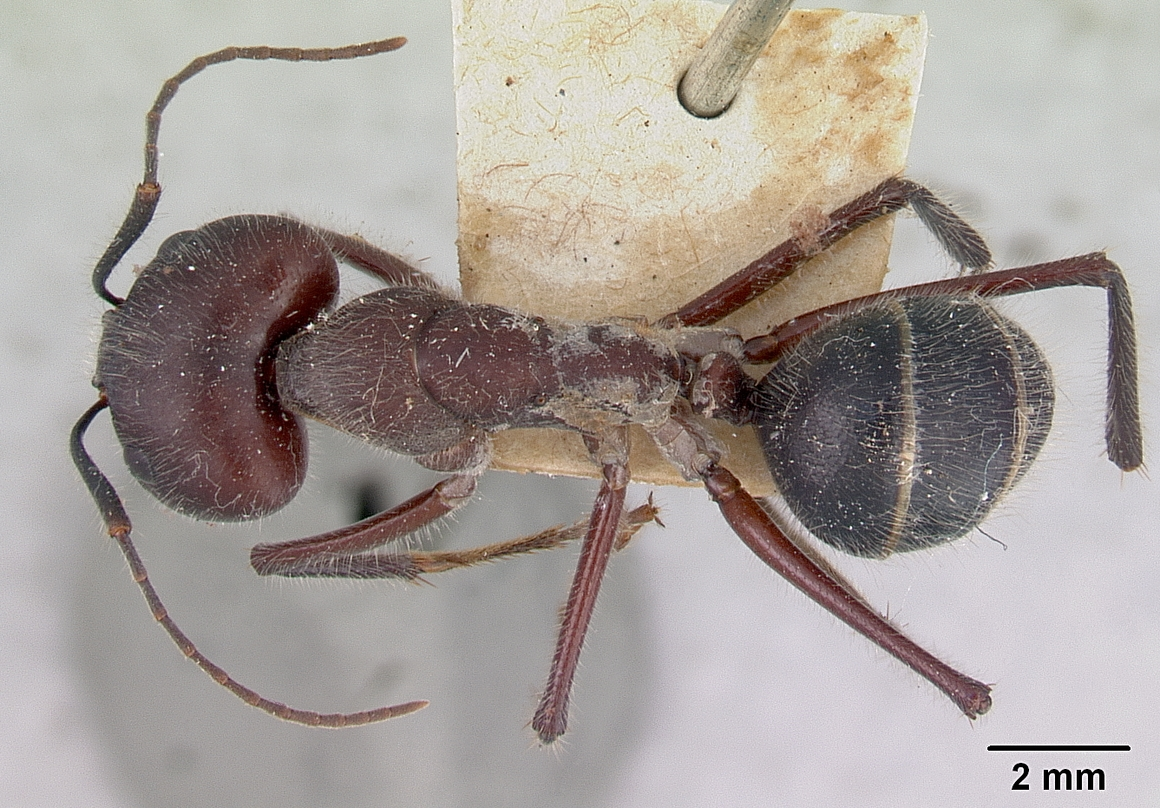
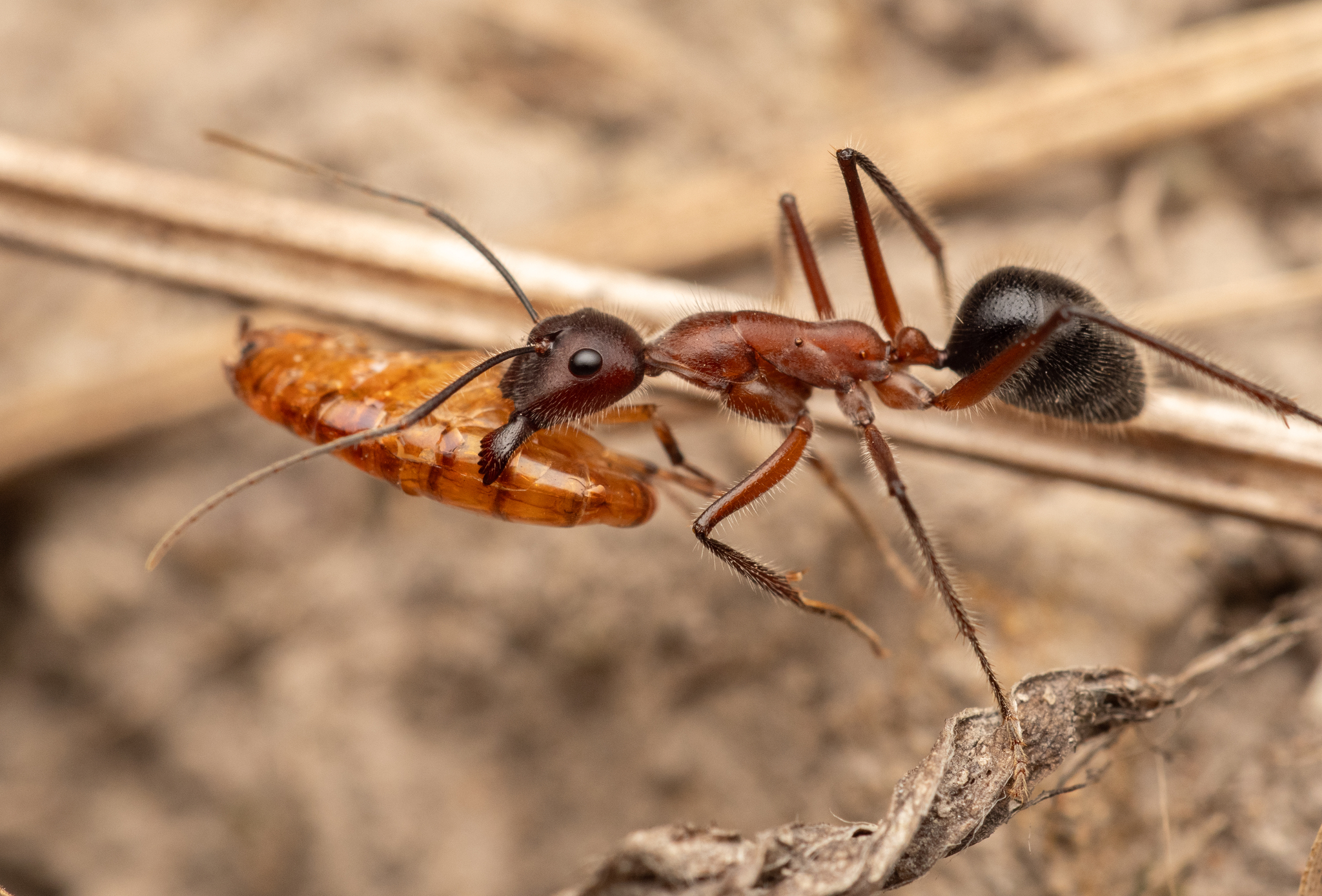
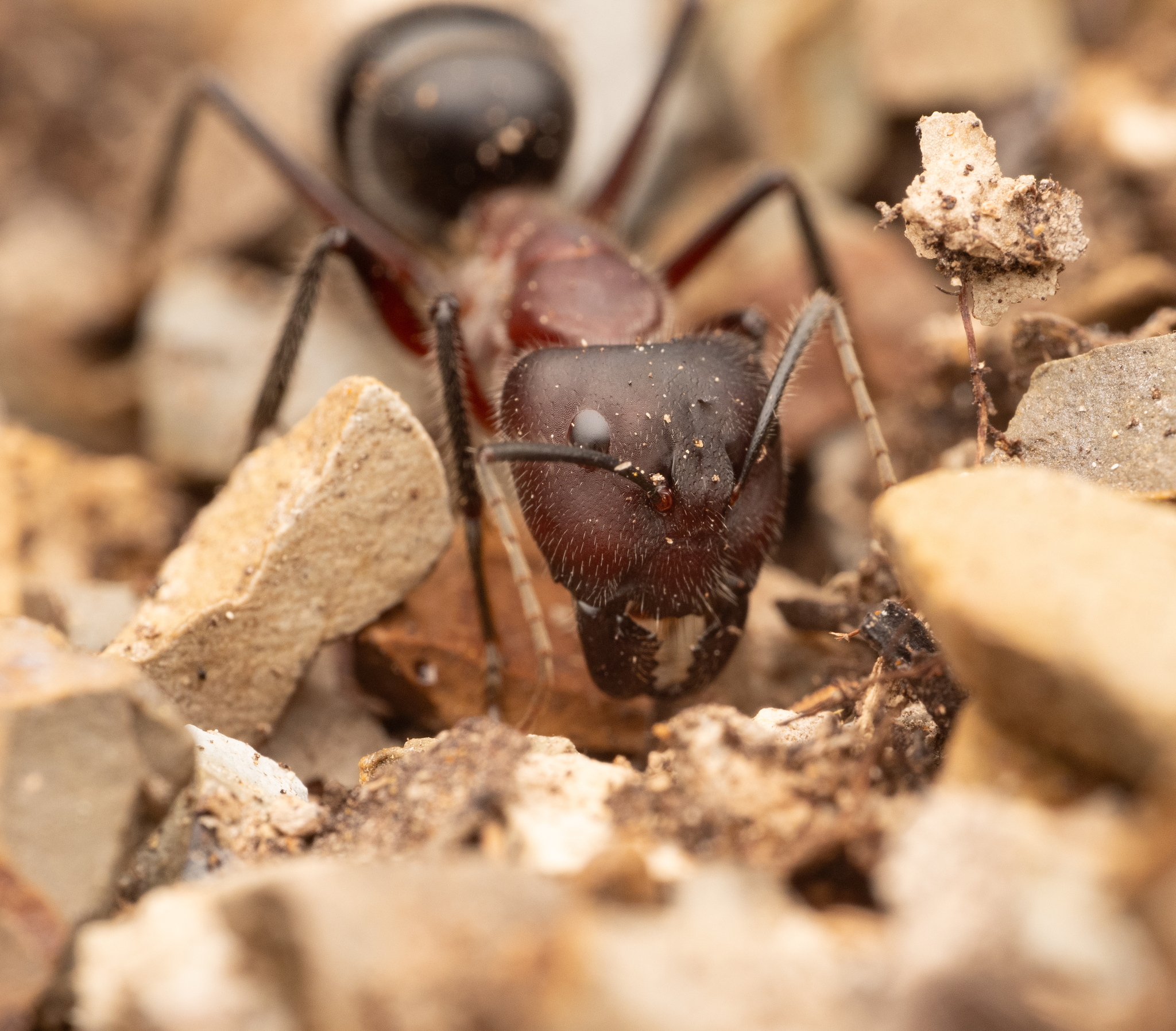

## Таксономия
Вид был впервые описан в 1819 году английским мирмекологом Уильямом Кёрби по типовым материалам касты рабочих из Нового Южного Уэльса Австралии под названием Formica intrepida Kirby, W. 1819. В 1862 году была описана самка и таксон включили в состав рода Camponotus, а в 1925 в состав подрода C. (Myrmosaulus).

## Распространение
Австралия.